# 彬龍會議

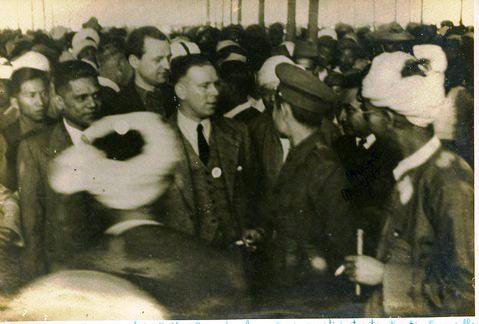
出席彬龍會議的翁山和亚瑟·博顿利

彬龍會議 （英語：Panglong Conference）一般指稱1947年2月一個歷史上的會議，舉辦在緬甸撣邦的彬龍鎮。這個會議主要參與者為撣族、克欽族、欽族代表與緬甸當時的臨時政府領袖翁山，在此會議中簽署了《彬龍協議》，內容主要為少數民族地區享有充分自治、聯邦對邊區須提供財務援助、且各少數民族地區享有民主國家的各項公民權利與特權。簽署此協議的目的是為了聯合緬甸本部以及撣聯邦、克欽邦、欽邦等少數民族地區，從英國殖民統治中爭取獨立，同意建立統一的緬甸聯邦。

## 歷史背景

### 英國殖民統治前的族群關係
1872年，英國在緬甸的殖民政府開始針對緬甸做出族群調查，將當時境內的少數族群分為14種，儘管當時的調查方法根據的是不同種「母語」的使用人口統計，忽略了實際上的文化內涵、族群認同等等的族群劃分問題。
就1931年的調查結果來看，當時緬甸的主要族群為緬族，其他主要的少數族群包括若開族、孟族、撣族、克欽族、欽族、克倫族等等。其中人數最多的就屬緬族，在歷史上還建立了三個王朝，儘管其軍事力量勝過其他族群，緬族王朝卻不曾動用武力征服所有周圍的少數族群，與某些族群之間的關係更不屬於統治與被統治者。簡言之，英國殖民前的緬甸，在統治模式上不只是區域還未整合為一，在族群之間的往來上也是散漫無章，基本上某些族群還保有內部的政治運作模式以及領導人:6-25。
- 緬族：約西元九至十一世紀進入緬甸地區，成為第一批並且定居在上緬甸平原的族群，擁有較早進入緬甸地區定居及其自給自足的生產模式上的優勢，隨後發產成人口與武力上遠勝於其他族群的強勢勢力。
- 若開族：定居於緬甸西部阿拉干地區，自西元十三世紀至十八世紀享有長期的獨立政權，直到西元1784-1785年被緬族佔領，並且派駐政府統治。自若開族政權瓦解後，部分的若開族人離開家鄉，遷居至緬族居住的地區，融入當地社會，而部分的族人則是留在緬甸西部，擁有強烈的若開族認同意識並且堅持反緬和反印度。
- 孟族：定居於下緬甸三角洲，自西元十一世紀被緬族征服後，長期與緬族維持敵對的關係，兩族之間的戰爭更持續至西元十八世紀。儘管兩族之間的戰爭持續，但緬族征服孟族所開啟的交流，藉由互相通婚、文化融合的趨勢也導致兩族間的隔閡在一定程度上的消失。
- 撣族：定居於緬甸北部的平原與山區交接處，平原區的撣族人多與緬族人融合，與緬族接觸較少的山區撣族人，則是保有自己的領導人、完整的社會與政治組織以及文化，直到西元1604年被緬族征服前，長期與緬族呈現相互對抗的狀態。緬族征服撣族後，與撣族當地的酋長合作施行間接統治，撣族酋長必須將自己的兒子派至緬族皇室表示效忠，在這樣微妙的關係下，撣族依然保有自己的文化與生活模式。
- 克倫族：克倫族的部落以散居的方式分佈在平原與三角洲區，生活方式被英國殖民者形容較為原始，在族群區別上緬族人將他們視為較次等的人，並且有意的避免兩族人的融合。
- 克欽族、欽族、克耶族：由於定居的地區分佈在緬甸的北、西、東部山區，與平原區的關係不甚密切，三者對於緬族來說常作為屏障中國、印度、暹羅三個地區的武力，或者將三族族人籠絡至王朝充當軍力，實際上與緬族在文化上的交流相當的少，與緬族王朝也幾乎沒有建立支配關係。

### 英國殖民時期的族群政策
1885年第三次英緬戰爭結束後，英國佔領了整個緬甸地區，英國政府承繼過去緬甸王國的統治方式，直接統治緬甸本部（Burma proper），而間接統治其他的邊境地區（Frontier area）。:26 英國在統治策略上採「分而治之」政策，這樣的政策不但沒加強或造成這個國家的統一反而強調了不同族群間的差異和間接影響之後的分離主義。

#### 緬甸本部
英國1887年頒布的鄉村管理法案（Village Regulation act），原本的鄉村首長（thugi）成為了殖民中央行政體系在鄉村的代理人，直接受到行政長官代表（deputy commissioner）管轄，而使地方領袖與殖民系統產生連結，各地區原有領袖的政治權力也因此終結。:26
因應英國殖民地國會與行政改革的風潮，緬甸在1922年成立新的國會，其中克倫族獲得保障席次。此外，在1935年通過的一項法案中則提到總督有保護少數族群權益的責任。在這個希望緬甸能夠更加自主的改革中，無論殖民政府的目的為何，透過強調差異與減少多數族群的權力都增加了緬甸的族群差異與減少國家的統一性。:28-29

#### 邊境地區
英國殖民政府為了達到能控制邊境地區、盡量減少對其的干涉和確保此地區的貿易與和平，於是建立一個不同與緬甸本部不同的行政體系，而這個體系時直接受行政長官管轄（chief commissioner），而地方領袖擁有對社會、犯罪與稅收事物管理的權力，而只受到最小程度的干涉。:29 1922年，當英國政府在緬甸本部在進行行政體系的改革時，同時設立了與其分立的邊境地區管理單位（Burma Frontier Service），使兩者正式屬於不同的行政體系，而行政官員也不能在兩個體系兼任。這樣分立的統治方式確保了兩地區的分離。而1935年的新憲法也更加確立兩個地區是不同的行政管理體系與方式。:33
- 克欽族與欽族地區

透過軍事的探查，英國政府才使之後被認定是欽族與克欽族的地區接受管轄，也因此英國政府允許此地區延續其原有領袖擁有法律、傳統慣習的權力，只要他們放棄奴隸制度與戰爭。:29
- 撣族地區

邊境地區的統治原則一直沒有改變，但是在1897年，英國政府將其中一位撣族領袖加入至總督的會議（Lieutenant Governor’s council），而加入所有會議的商議。1922年，當英國政府在引入雙頭政治、議會制度、選舉進入緬甸本部時，也在撣族地區做了變革。在撣族地區產了兩個撣族的聯邦與聯邦議會，而聯邦議會由撣族領袖組成。而在1935年聯邦議會被定位於直接與英國總督討論所有該區的事務。而此年通過的新憲法也確保撣族是一個獨立的省。:30

### 第二次世界大戰期間
第二次世界大戰（以下簡稱二戰）期間，對於國家統一有影響的有三股力量：日本入侵後的統治、緬甸當時的巴莫傀儡政府與反法西斯人民自由同盟（以下簡稱人自盟）的反抗運動（Resistance Movement）。:51

#### 日本統治
1941年日本發動太平洋戰爭，1942年日本軍隊即進入緬甸:160 。 日本為了要拉攏緬甸各地的愛國主義人士，於是對於各地區自治的政府表達肯認，而且利用愛國主義人士的反英情緒來資助許多的反抗運動。而在1942年的8月，日本產生一個新的政府替代，而巴莫即為總理。:59

#### 巴莫領導的緬甸政府
巴莫領導的政府，在日本的支持下，組成當時緬甸唯一合法的政黨—。此政黨來自於巴莫想要凝聚所有的愛國主義者，而且與之前政黨不同的地方在於它開放所有緬甸的族裔參與，而且在活動中也有關於僧侶、婦女與青少年的部分。:60

#### 人自盟的反抗運動
由翁山、丹東、妙等人組織的反抗運動發生時間大約與日本開始掌握緬甸差不多，但是到1944年才有較大的影響力。1942-43年，在緬甸的反抗運動一開始是由各地方與各政黨各自發動對抗日本的法西斯主義，諸如共產黨、東亞年輕人聯盟（the East Asiatic Youth League）、克倫族、撣族、克欽族、欽族......等等。但是直到1944年，成立人自盟後，才開始有整合的力量。而與巴莫政府呼籲的「一個血統、一個聲音、一個領袖」的民族國家理念不同在於，他們則是向不同族群與政黨的人民尋求他們的支持與一起加入。:61
二戰期間，巴莫政府與人自盟的反抗運動對國家統一的目標與理想不同，但這兩者都必須要同時被考慮在促成緬甸國家統一的討論。當時的緬甸政府提供了最初各民族在政治上合作的刺激，而反抗運動者將這個統一的精神轉化成不論種族、信仰、政黨都能參與與對於解放緬甸做出貢獻。
兩者的不同之處在於對於國族的討論，緬甸政府認為所有人民都是一體的，而分離的政策與主張都是人為製造的，但是反抗運動者則接受種族與社會的不同，而必須要保護各族群的獨特性與所有族群都能一起參與讓緬甸能免於外來統治而獲得自由的運動。再者，兩者對於政治與政黨的主張也不同，巴莫政府受到德國納粹主義與俄羅斯共產黨的影響，所以認為應該形成一個單一的政黨來表達人民的聲音與維持國家的統一。但是人自盟同樣是建立了一個單一的組織，但是給予其中的各單位能夠保持自身的文化認同，而組織也承諾保障少數族群的身份與權利。在戰爭期間與之後的幾十年，國家與民族的議題並沒有被解決，而讓各地區自治與反抗的運動也並沒有讓所有緬甸的族群完全的合作，但是這些嘗試的確讓長期以來各地自治形成的區隔，開出一條能夠互相合作而形成統一的一條路。:62-63

### 1945-1946年
日本戰敗後到英國重新取得統治有五個月的空檔期間，人自盟已經向許多民眾宣傳對國家獨立與統一的理想。而當1945年10月總督回到緬甸時，人民已經對獨立有很高的渴望，而且希望在解決經濟問題前先解決政治問題而期待能有立憲會議以訂定出新的憲法，也追求著不同文化、信仰與族群的保障與權利。人自盟極力爭取少數族群的參與，承諾他們在新政府與新憲法的參與。而當時英國政府的主張則是根據英國1945年的白皮書（the White Paper）：先要重建緬甸的經濟與社會，而後漸漸在英國國協的框架下走向自治。人自盟對於當時的主張不同意，也質疑總督對於邊境地區的統治方式，同時，總督與人自盟也不斷在國家行政會議的成員不斷產生爭執，而人自盟也透過得到軍隊的支持與不斷在國內演說得到支持。:64-66
然而，人自盟並沒有在邊境地區得到廣泛的支持，事實上在1946年1月前，也很少有在邊境地區的活動。而在1946年1月，緬甸的政府較穩定後，政府與人自盟的成員都紛紛到邊境地區尋求對其的支持。在1946年的3月，舉行第一次的彬龍會議在撣族地區，主要是討論福利、貿易與文化的目標。而總督代表、人自盟代表均有參與，而撣族也邀請了克倫、克欽、欽族的代表一同在旁參與。總督代表重申英國白皮書的主張，認為邊境地區必須維持分開治理，但最終也是要與緬甸本部結合。而在會議當中，克欽族的長者則反駁人自盟代表所說英國政府是在挑撥少數族群和緬族，而認為英國對於其的幫助更甚緬族之前的統治，若是要緬族與山谷族群統一，則緬族需要有所改變。長者所表達的是，少數族群要求的不只是對於他們文化與信仰的權利，也要求必須要得到與緬族一樣的同等對待。:85
1946年5月，人自盟開了一場盟內大會，對於英國有可能在緬甸貫徹白皮書的主張，使各邊境地區成為分立的自治政府。會內重新聲明緬甸與各族地區的獨立和他們應該要組成一個會議以讓各地區的代表討論如何形成一個自由的緬甸聯邦以對抗英國的帝國主義。:86
而在同年的9月，一場政治經濟的抗議提供人自盟的愛國主義者與緬甸政府談判的條件。在9月5日，仰光市的警察為了自身的薪資與工作環境上街頭抗議，而此遊行得到許多很多人的支持，包含人自盟。而在9月23日，人自盟發起了一場更大的示威遊行活動，很多工人與人民都參與了。在9月25日，當遊行還在進行時，緬甸總督宣布要重新組成一個11人的行政會議組織（executive council），其中六人會是人自盟的代表。而此行政會議會享有在1935年法案下總督享有的權力，也能密切關注邊境地區的情形，但是邊境區域的權責還是暫時在總督身上。這一連串遊行的後果，讓人自盟取得很高的國家權力。:91-92

### 1946-彬龍會議前
西元1946年，在緬甸AFPEL的指導下，強烈的建議邊境地區與緬甸本部合作，加快與英國政府之間的獨立腳步。當時作為英屬緬甸的總理，翁山本人親自拜訪了邊境地區的幾個民族，尋求少數族群領導人的同意加入緬甸本部，成為脫離英國統治並且獨立的主體。儘管大體來說翁山獲得了支持，但部分的少數族群仍有反對的聲音，甚至還有忽略某些族群的意見支持與否，像是克倫族的代表被排除在獨立的討論之外。翁山一味的在與英國召開獨立會議前尋求少數族群支持，也忽視了一旦緬甸本部與邊境地區的合併失敗，緬甸該如何處理困境以及獨立該以何種形式進行這方面的討論，隨後，翁山於1946年年底率領代表團前往倫敦，與英國首相艾德禮簽署翁山—艾德禮條約，達成了英國在緬甸的殖民地獨立原則的共識。:92-103
此舉在緬甸邊境地區不意外地引起了爭議，邊境地區的意見不一，以及英國最後一方面同意緬甸獨立，也刻意地承認緬甸境內不同的政治實體有權力選擇加入緬甸本部與否，種種的分歧之下，才有了彬龍會議召開的契機。

## 彬龍協議
|  | 一九四七年二月十二日，彬龍。 一個有緬甸總督常設事會成員、所有土司（SAOHPAS）、撣邦代表、克欽族代表和欽族代表參加的會議，在彬龍（PANGLONG）鎮舉行。與會者相信，鍳於撣族、克欽族和欽族同緬甸臨時政府的密切合作，自由將會更快地到來。 為此與會者一致達成如下協定： 1. 一個由聯合山地人民最高委員會代表們推薦，並由總督選派的代表，將被任命為處理邊境地區事務的總督顧問。 2. 上述顧問亦將被任命為總督常設參事會無任所成員。除國防和外交事務之外，邊境地區的議題，將按憲法會議之確定在常設參事會許可權內處理。邊境地區事務顧 問，將以相同方式授與施政權力。 3. 上述顧問由兩個代表各種族的副顧問協助工作。副顧問首先是處理他們各自地區的事務，所有其餘的邊境地區事務則由顧問負責。他們以共同負責的原則通過憲 法會議行使權力。 4. 作為總督常設參事會的成員，顧問將是參事會邊境地區的唯一代表，當討論有關邊境地區的議題時，副顧問將有權參加參事會的會議。 5. 雖然總督常設參事會的許可權如上述所同意的有所擴大，它將不能以任何方式剝奪那些，目前己享有內部自治權的邊境自治地區的任何利益，原則上邊境自治地區 內部事務給予完全自治。 6. 雖然在完整的緬甸國範圍內劃定界線，建立克欽邦的問題需經國家修憲大會決定，但建立克欽邦的願望是符合情理的。作為朝向這個目標的第一步，邊境地區顧 問和副顧問將依照一九三六年緬甸政府令所劃定的區域第二部分，對密支那(MYITKYINA)和八莫(BHAMO)這兩個地區的管理事宜進行商討。 7. 邊境地區的居民，將享有在民主國家裏被視為是最基本的權益和特權。 8. 被本協議所授的一切安排，都不會妨礙現已屬於撣聯邦的財政自治。 9. 被本協議所授的一切安排，都不會妨礙克欽族（KACHIN HILLS）和欽族（CHIN HILLS） 應從緬甸國家收入中得到的財政幚助。總督常設參事會將會同顧問、副顧問審議克欽族和欽族與緬甸和撣邦之間的財政安排，相類似的財政安排的可能性。 |

| 撣聯邦委員會                           | 克欽委員會                | 欽邦委員會                   | 緬甸過渡政府 |
| -------------------------------------- | ------------------------- | ---------------------------- | ------------ |
| Saohpalong of Tawngpeng State.         | （Sinwa Naw, Myitkyina）  | （U Hlur Hmung, Falam）      | （Aung San） |
| Saohpalong of Yawnghwe State.          | （Zau Rip, Myitkyina）    | （U Thawng Za Khup, Tiddim） |              |
| Saohpalong of North Hsenwi State.      | （Dinra Tang, Myitkyina） | （U Kio Mang, Haka）         |              |
| Saohpalong of Laihka State.            | （Zau La, Bhamo）         |                              |              |
| Saohpalong of Mong Pawn State.         | （Zau Lawn, Bhamo）       |                              |              |
| Saohpalong of Hsamonghkam State.       | （Labang Grong, Bhamo）   |                              |              |
| Representative of Hsahtung Saohpalong. |                           |                              |              |
| （Hkun Pung）                          |                           |                              |              |
| （U Tin E）                            |                           |                              |              |
| （U Htun Myint）                       |                           |                              |              |
| （U Kya Bu）                           |                           |                              |              |
| （Hkun Saw）                           |                           |                              |              |
| （Sao Yape Hpa）                       |                           |                              |              |
| （Hkun Htee）                          |                           |                              |              |

## 緬甸獨立與武裝起義
彬龍會議造就了《彬龍協議》的簽訂，為緬甸多元族群間的合作提供一個制度架構。緬甸隨之在此架構為基礎上於1947年制定了憲法並於隔年取得了獨立。
但是彬龍會議的參與者並不包含所有族群，因此緬甸在獨立後依然受到族群起義事件的威脅。克倫族由於拒絕參與彬龍會議，因此在和昂山的政黨「反法西斯人民自由聯盟」談判時處於劣勢，之後更是杯葛制憲會議。1949年，克倫民族聯盟在一月份開始了武裝起義，甚至佔領了緬甸的幾個重要的城市，雖然最後依然被緬軍逼退。
孟族於1947年，基於緬甸首相吳努拒絕他們自治的要求，成立了孟族自由聯盟，並在緬甸獨立後參與了克倫族發動的武裝起義。另外，克耶邦在1948年被納入了緬甸，造成大量克耶族因為主權被侵犯也加入了克倫族的起義。

## 後續影響
長期來看，彬龍會議的條文內容，在簽訂後卻大多沒有被實踐。昂山將軍本人曾表示：「一個統一的、自由的緬甸夢一直縈繞著我，今晚在此聚會的所有人都在追求同一個夢，我們緬甸生活著克倫族、克欽族、撣族、欽族、緬族等等，其他國家也同樣有許多原住民、種族。種族沒有硬性邊界，宗教是良心問題也沒有障礙物。如果我們想要國家繁榮，就必須集中我們的資源、財富、技能等大家攜手共進、有福共享。如果我們各自劃分為克倫族、撣族、克欽族、欽族、緬族、孟族、若開族等，各往各自方向拉扯，聯邦就會拉裂，我們就要犯錯誤而飲恨終生了。讓我們一起攜手合作吧！」
然而，大力提倡彬龍協議的翁山本人，在《緬甸聯邦憲法》通過之前，於1947年的7月19日遭到緬族政敵暗殺。
1957年，彬龍會議十年期限滿後，非緬族的當地原住民，大力批評主張大緬族主義的政客背叛彬龍協議，於民族院中舉行抗爭。

### 軍政府上台
然而，抗爭沒有造成任何成效，更進一步的，1958年軍事強人奈溫上台後，將《緬甸聯邦憲法》中的「兩邦獨立權」給擱置，進而導致各邦不滿，開始與緬甸政府軍對抗與交戰，各族都組織了屬於自己族群的軍隊，包含克欽獨立軍、克倫民族解放軍、若開解放軍、撣族軍，展開了至今尚未止息的緬甸內戰。
如上所述，彬龍會議沒有實質成效的結果，進而造成緬甸內戰的爆發，1960-1988是緬甸內戰的巔峰時期，針對奈溫政府廢止聯邦制的措施，克欽獨立軍的反抗最為激烈。1972年，奈溫展開與叛軍的第一次談判，然而，由於奈溫堅持軍事獨裁，拒絕叛軍所提的「多黨制」，使得動亂持續，而奈溫的閉門鎖國政策，也使得緬甸在1990年代幾乎成為全世界最落後的未開發國家之一。

### 2016彬龍會議
2015年，緬甸國會改選，翁山蘇姬領導的全民盟獲得過半席次，全民盟的的總統候選人廷覺當選總統，翁山蘇姬成為國家顧問，緬甸脫離軍政府統治，完成政黨輪替。
翁山蘇姬在國會改選的政見為：與武裝勢力停戰，創立保障民族平等的聯邦制。2016年5月31日，緬甸政府宣布組成和平會議委員會，於8月31 – 9月3日邀請境內少數民族武裝組織召開和平會議與協商。
雖然本次會議沒有達成具體成果，也沒有簽訂停火協議，交戰仍然進行中，尤其又以政府軍與克欽族獨立軍的衝突最為突出，2016年12月才在克欽邦中交火，但緬甸政府決定每六個月舉辦一次和平會議，希望以漸進的方式達成國家和平。